# László Szabó (rokometaš, rojen 1955)
László Szabó, madžarski rokometaš, * 21. september 1955, Makó, Madžarska, † 29. november 2017, Makó.
Leta 1980 je na poletnih olimpijskih igrah v Moskvi v sestavi madžarske rokometne reprezentance osvojil 4. mesto. Čez osem let je ponovno osvojil četrto mesto.